# モスクワ大火 (1547年)

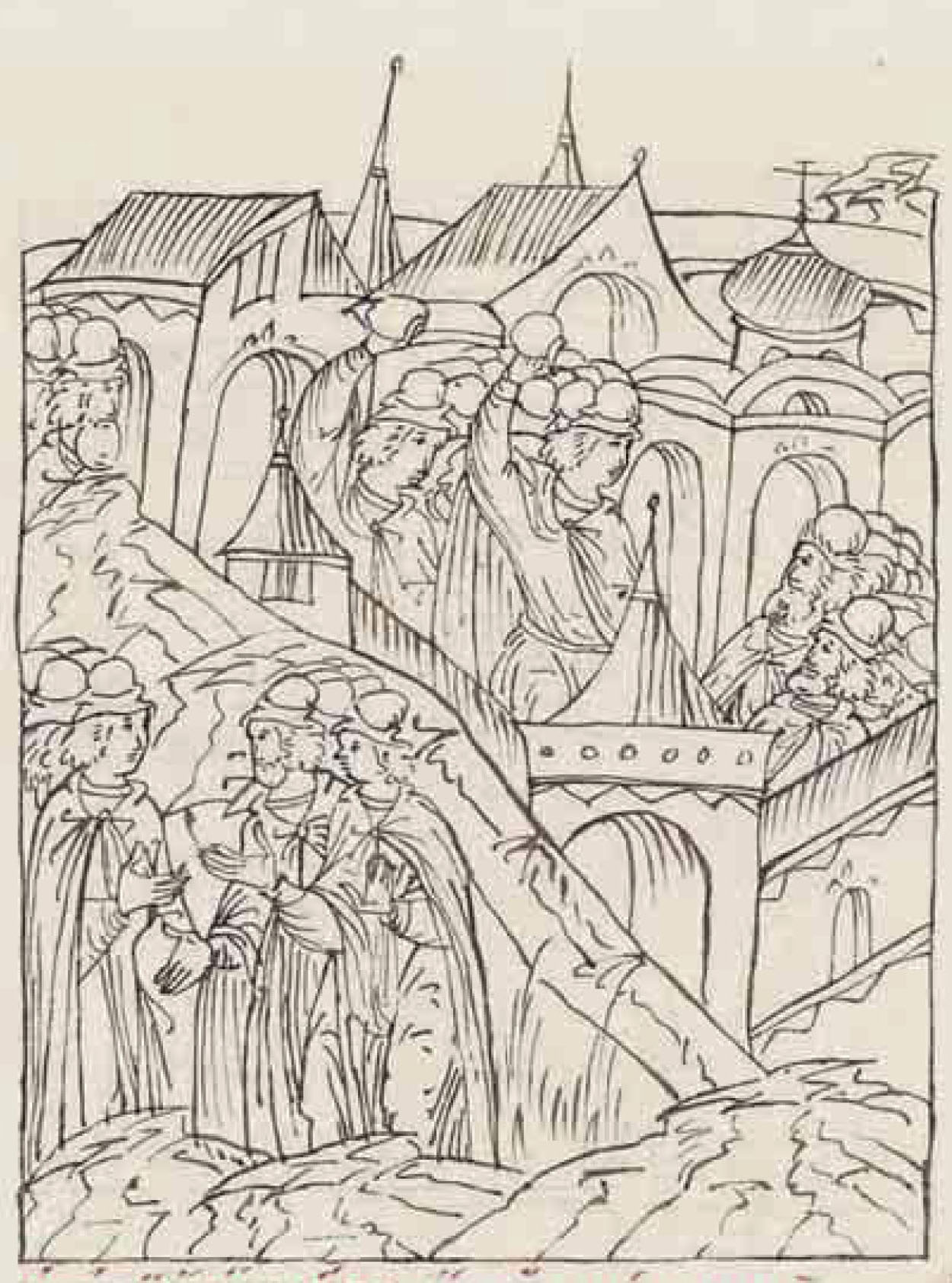
火事の後に起きた暴動

1547年のモスクワ大火（モスクワたいか、ロシア語: Московский пожар 1547 года）は1547年当時木造の家屋がほとんどであったモスクワの一部を破壊した火事。火事はクレムリンに延焼し、クレムリン内の火薬庫のうちいくつかが爆発した。火事はイヴァン4世がロシアのツァーリとして戴冠した半年後の6月24日におこった。

## 損害
火事により約8万人が転居を余儀なくされ、死者は2,700から3,700（子供を除く）とされた。生存者でも貧困になった者が数多くいた。クレムリンの生神女就寝大聖堂にも延焼したため、モスクワ府主教のマカリイはクレムリンの壁の裂け目から救出され、縄でモスクワ川まで運ばれた。彼は負傷した後も16年間生きたが、傷が全快することはなかったという。

## 責任の追及
モスクワ人は大火の責任がイヴァン4世の母方の親族であるグリンスキー家にあると考えた。大火の後に暴動がおき、生神女就寝大聖堂で慄いて動けなかったマカリイの前にユーリー・グリンスキーが石打ちで処刑された。その兄弟のミハイル・グリンスキーはリトアニアへ逃げようとしたが失敗、彼の母でイヴァン4世の母方の祖母であったアンナ・ヤクシッチは魔術で火事を引き起こしたと噂された。暴徒たちはアンナの身柄を引き渡すようイヴァン4世に要求したが拒否された。
暴動の結果、グリンスキー家は失脚し、イヴァン4世の権力が強化された。

## 参照項目
- モスクワ大火 (1812年)